# 灰拟黑耳
灰拟黑耳（学名：Exidiopsis glaira）是属于银耳目银耳科拟黑耳属的一种真菌，群生于阔叶林中的阔叶树倒木上。该种分布于中国、加拿大、法国、美国、瑞典等地。